# Хошчненски окръг
Хошчненски окръг (на полски: Powiat choszczeński) е окръг в Северозападна Полша, Западнопоморско войводство. Заема площ от 1327,63 км2. Административен център е град Хошчно.

## География
Окръгът се намира в историческия регион Померания. Разположен е в южната част на войводството.

## Население
Населението на окръга възлиза на 50 348 души (2012 г.). Гъстотата е 38 души/км2.

## Административно деление
Административно окръгът е разделен на 6 общини.
Градско-Селски общини:
- Община Хошчно
- Община Дравно
- Община Пелчице
- Община Реч

Селски общини:
- Община Бежъвник
- Община Кшенчин

## Фотогалерия
- Хошчно
- Дравно
- Пелчице
- Реч